# Technomyrmex griseopubens
Technomyrmex griseopubens é uma espécie de formiga do gênero Technomyrmex.